# 地上
地上（ちじょう、英語: ground）とは、地面の表層部(直接接している場合のみならず、接触していない場合を含む場合もある)を表す概念である。
通常、海面上及び海中は含まず、河川等の水中は含んで使用されることがある。
使用される文脈により定義が一意でない概念である。
なお、地球の表面を表す「地表」とは意味が異なる（「地表」は海の部分も含む）。
地面の下を意味する「地下」の対義語として用いられることがある。たとえば建物の説明で「地上x階、地下y階建て」などと表記されるのがその一例である。
「空中」の対義語としても用いられる。旅客機に乗る客室乗務員に対して、空港などで働く職員のことを「地上係員」と呼んだりすることが挙げられる。
地面に固定してあるという意味で用いられることもあり、この例には、地上子などがある。
地面に接していない場合を含んで使用される場合は、おおむね、一般的な人類の日常生活・行動・利用の対象となる空中を含むが、通例として宇宙空間は含まれない。この例には、衛星放送との対義語として使われる地上波放送がある。
このほか、地球上すなわち世界全体を表す言葉としても使われる。使用例としては「地上最大」「地上初」など。